# مارمادوك (فلم 2022)
مارمادوك (بالإنجليزية: Marmaduke) هو فيلم كوميدي أمريكي لعام 2022، من إخراج  مارك ديبي، الفيلم من بطولة بيت ديفيدسون بصوت مارمادوك، إلى جانب جي كي سيمونز وديفيد كويشنير، تم إصداره على نتفليكس في الولايات المتحدة في 6 مايو 2022.

## روابط خارجية
- مقالات تستعمل روابط فنية بلا صلة مع ويكي بيانات